# Yard
En yard er et amerikansk og engelsk længdemål defineret som 3 engelske fod, svarende til 0,9144 m.